# 1922-es Giro d’Italia
Az 1922-es Giro d’Italia volt az olasz körverseny tizedik kiírása. A verseny május 24. és június 11. között zajlott, ezalatt 10 szakaszon folyt a küzdelem.
A győztes Giovanni Brunero lett, 12 és fél perccel megelőzve honfitársát, Bartolomeo Aymót.

## Szakaszok
| #        | Időpont    | Útvonal                         | Km    | Szakaszgyőztes      | Összetettben élen álló |
| -------- | ---------- | ------------------------------- | ----- | ------------------- | ---------------------- |
| 1        | Május 24.  | Milánó-Padua                    | 326   | Gaetano Belloni     | Gaetano Belloni        |
| 2        | Május 26.  | Padua-Portorose                 | 268   | Costante Girardengo | Gaetano Belloni        |
| 3        | Május 28.  | Portorose-Bologna               | 375   | Gaetano Belloni     | Gaetano Belloni        |
| 4        | Május 30.  | Bologna-Pescara                 | 367   | Alfredo Sivocci     | Bartolomeo Aymo        |
| 5        | Június 1.  | Pescara-Nápoly                  | 267   | Bartolomeo Aymo     | Bartolomeo Aymo        |
| 6        | Június 3.  | Nápoly-Róma                     | 254   | Pietro Linari       | Bartolomeo Aymo        |
| 7        | Június 5.  | Róma-Firenze                    | 319   | Giovanni Brunero    | Giovanni Brunero       |
| 8        | Június 7.  | Firenze-Santa Margherita Ligure | 292   | Luigi Annoni        | Giovanni Brunero       |
| 9        | Június 9.  | Genova-Torino                   | 277   | Bartolomeo Aymo     | Giovanni Brunero       |
| 10       | Június 11. | Torino-Milánó                   | 348   | Giovanni Brunero    | Giovanni Brunero       |
| Összesen | Összesen   | Összesen                        | 3,095 |                     |                        |

## Végeredmény
|    | Cyclist            | Country     | Time          |
| -- | ------------------ | ----------- | ------------- |
| 1  | Giovanni Brunero   | Olaszország | 119h 43' 00s  |
| 2  | Bartolomeo Aymo    | Olaszország | + 12' 29s     |
| 3  | Giuseppe Enrici    | Olaszország | + 1h 35' 33s  |
| 4  | Alfredo Sivocci    | Olaszország | + 1h 52' 13s  |
| 5  | Domenico Schierano | Olaszország | + 4h 17' 42s  |
| 6  | Pietro Aymo        | Olaszország | + 5h 28' 58s  |
| 7  | Paride Ferrari     | Olaszország | + 6h 14' 55s  |
| 8  | Nicola Di Biase    | Olaszország | + 8h 39' 36s  |
| 9  | Romolo Lazzaretti  | Olaszország | + 10h 28' 45s |
| 10 | Dino Bertolino     | Olaszország | + 10h 59' 00s |